# 清水廣貴
清水廣貴（1978年1月18日—），日本棒球選手，曾在世界各地參賽，足跡遍及美國、澳大利亞、加拿大、台灣、中國大陸。

## 基本資料
- 右投右打
- 身高 178公分
- 體重 72公斤
- 位置 三壘手、中外野手
- 出身地 神奈川縣
- 座右銘 進入大聯盟是我的最終目標

## 經歷
- 神奈川縣立光陵高校
- 横濱國立大學[1]
- 2001年台灣和信鯨練習生，業餘中信鯨隊代表出賽
- 澳大利亞業餘棒球
- 加拿大棒球聯盟
- 日本相模原社會人隊
- 2004年美國職棒大聯盟選秀落選
- 2005年中國四川蛟龍隊

## 特別事蹟
- 2001年擔任中信鯨練習生期間因無出賽機會向統一獅隊探詢入隊可能，遭中信鯨隊總教練李來發開除。
- 2005年中國棒球聯賽唯一一位日籍球員，唯一一位不領薪水的外籍球員。